# خطوط أتلانتيك ساوث إيست الجوية الرحلة 4951
خطوط أتلانتيك ساوث إيست الجوية الرحلة 4951 طائرة بومباردييه سي آر جيه 900 كانت تحمل علي متنها 60 راكبا و4 من أفراد الطاقم في رحلة طيران من أتلانتا إلي وايت بلينس في 25 سبتمبر 2010 بقيادة الكابتن جاك هاوارد كونرويد الابن (بالإنجليزية :Jack Howard Conroyd, Jr.) البالغ من العمر 55 عاما (ولد في 24 مارس 1955 بمدينة هامبتون) ذات خبرة مع القوات الجوية الأمريكية لمدة 8 سنوات وطيارا للشركة لمدة 24 عاما والمساعد أول لاركن راي نيوبي (بالإنجليزية :Larkin Ray Newby) البالغ من العمر 33 عاما (ولد في 16 نوفمبر 1976 بمدينة بيليفيو) ذات خبرة للشركة لمدة 12 عاما.
عند الاقتراب من مطار وايت بلينس أنزل طاقم الطائرة معدات الهبوط ولكن العجلة الأيمن الخلفية علقت بالطائرة عندها حاول طاقم قمرة القيادة إنزال العجلة الأيمن الخلفية ولكنه لم ينزل وعندها فكر الطاقم بإنه عطل في ضوء عدة الهبوط ولكن مراقبة الحركة الجوية بمطار وايت بلينس أكد بإن العجلة الأيمن الخلفية للطائرة لم تنزل فقرر الطاقم التحليق لمطار لديه مدارج أطول وعندها كان مطار جون إف كينيدي الدولي المطار الوحيد فقرر الطاقم الهبوط بسرعة 135 عقدة/س (250 كم/س) وكان الراكب تشيس بنزنبرغ البالغ من العمر 45 عاما يصور بهاتفه المحمول ما يحدث علي متن الطائرة وهبطت الطائرة وتوقفت ونجا جميع الركاب والطاقم البالغ عددهم 64 شخصا بدون أذي.